# Auðr (reina consorte)
No confundir con Aud la Sabia, personaje histórico de sagas nórdicas, matriarca y colonizadora de Islandia
Auðr Ivarsdatter (también Alfhild y Auðr djúpúðga, n. 638) fue una legendaria reina consorte de Suecia, hija de Ivar Vidfamne y según las sagas nórdicas madre de Harald Hilditonn, rey de Suecia y Dinamarca. Según la saga Hervarar debió ser reina consorte de Hrœrekr slöngvanbaugi, padre de Harald. Hversu Noregr byggdist ofrece la genealogía más completa y coherente de todas las fuentes de la dinastía Skjöldung (Scylding), desde Harald el Viejo (su bisabuelo) y Halfdan el Valiente (abuelo y padre de Ivar). Su historia también aparece en Hyndluljóð y Sögubrot af nokkrum fornkonungum.
Las sagas mencionan que escapó desobedeciendo la voluntad de su padre, con su hijo Harald, y se refugió en la corte del rey Ráðbarðr de Garðaríki, con quien se casó y fue madre del heredero Randver.